# George Maslach
George Maslach (ur. 4 maja 1920 w San Francisco, zm. 11 listopada 2004) – polskiego pochodzenia profesor Uniwersytetu Kalifornijskiego.

## Życiorys
Był synem polskich emigrantów Michała Maślacha oraz Anny Pszczółkowskiej. Rozpoczął studia w 1939 w Community College w San Francisco. Następnie przeniósł się do Berkeley. W kwietniu 1942 został zatrudniony w Massachusetts Institute of Technology. Po kilku latach wrócił do macierzystej uczelni. W 1954 został profesorem nadzwyczajnym. W 1958 uzyskał stopień profesora. W tym samym roku udał się do Europy z cyklem wykładów. Od 1963 był dziekanem College of Engineering Uniwersytetu Kalifornijskiego (do 1972). Zmarł 11 listopada 2004. Jego córką jest Christina Maslach. Był żonaty z Doris Cuneo, której brat, Gordon, był żonaty z Ann Curtis.